# 堺市立上神谷支援学校
堺市立上神谷支援学校（さかいしりつ にわだにしえんがっこう）は、大阪府堺市南区にある特別支援学校。
知的障害のある児童・生徒を主な支援教育対象とし、小学部・中学部を設置している。

## 概要
2000年代に入り全国的に養護学校（特別支援学校）の入学希望者が増加傾向をたどったことを受け、当時堺市立としては唯一の養護学校だった堺市立百舌鳥養護学校（2009年に百舌鳥支援学校に改称）でも学校過密化の問題が深刻化していた。
百舌鳥養護学校の過密化解消のため、知的障害のある児童・生徒を対象とした堺市立支援学校を新設することにした。百舌鳥養護学校から校区を分離する形で、現存の堺市立支援学校としては2番目（廃校になった浅香山養護学校も含めると3番目）の学校として、2009年4月1日付で堺市立上神谷支援学校として現在地に開校した。
学校敷地は、廃校となった旧大阪府立上神谷高等学校跡地を転用している。
- 2009年4月1日 - 堺市立上神谷支援学校として開校。
- 2009年4月7日 - 開校式・第1回入学式を実施。
- 2009年6月13日 - 開校記念式典を実施。

## 通学区域
- 堺市 南区・美原区の全域、東区の大半、中区、西区の一部。

中学校区単位で校区を指定、計22中学校区。

## 交通
- 南海電車栂・美木多駅から南へ約50分
- 南海バス栂・美木多駅4番乗り場から御池台回りで15分、御池台4丁南バス停すぐ